# Hans Jancke
Hans Julius Otto Jancke (* 12. März 1911 in Frankfurt (Oder); † 5. Mai 1982 in Berlin) war ein deutscher Physiker und Politiker. Er war von 1959 bis 1971 Stadtrat im Magistrat von Berlin und von 1963 bis 1971 Abgeordneter der Berliner Stadtverordnetenversammlung.

## Leben
Jancke, Sohn eines Pastors, studierte von 1928 bis 1931 verschiedene Wissenschaften an den Universitäten in München und Breslau. Von 1931 bis 1935 erfolgte ein Studium der Physik an der Universität in Berlin als Werkstudent. Im Jahr 1936 wurde er an der Berliner Universität zum Doktor promoviert (über die Intensitäten im Spektrum des Helium). Von 1931 bis 1945 arbeitete er als wissenschaftlicher Mitarbeiter in der Forschungsabteilung der Osram-Werke in Berlin. Zum 1. September 1932 trat er in die NSDAP ein (Mitgliedsnummer 1.312.994).
Nach dem Zweiten Weltkrieg wurde er 1946 wissenschaftlicher Mitarbeiter im Sonderkonstruktionsbüro Halle (Saale) und weilte von 1946 bis 1952 als Spezialist (Raketenforscher) in der Sowjetunion. Nach seiner Rückkehr in die DDR 1952 wurde er stellvertretender Direktor des Instituts für Strahlungsquellen (dem späteren Technisch-Physikalischen Institut) der Deutschen Akademie der Wissenschaften (DAW) in Berlin und 1956 Direktor des neugeschaffenen Instituts für Gerätebau der Akademie der Wissenschaften zu Berlin. Jancke wurde im April 1959 durch die Deutsche Akademie der Wissenschaften zu Berlin zum Professor ernannt.
Am 9. September 1959 wurde er von der Stadtverordnetenversammlung Berlin mit Ilse Rodenberg und Herbert Landmann zum Mitglied des Berliner Magistrats gewählt. Die Funktion eines ehrenamtlichen Stadtrates hatte er bis 1971 inne. Als Mitglied des FDGB war er von 1963 bis 1971 Berliner Stadtverordneter. In der DDR war Jancke parteilos.
Im Jahr 1961 wurde er Direktor des Zentralinstituts für Automatisierung in Dresden. Ab 1966 war er Vizepräsident des Deutschen Amtes für Standardisierung, Messwesen und Warenprüfung (DAMW) und Leiter der Hauptabteilung Metrologische Forschung. 
Jancke heiratete 1937 in Merseburg Irmgard Götte und wurde Vater von drei Kindern. Er starb im Alter von 71 Jahren.

## Auszeichnungen
- 1959 Verdienstmedaille der DDR
- 1960 Goethe-Preis der Stadt Berlin
- 1961 Nationalpreis der DDR III. Klasse für Wissenschaft und Technik
- 1971 Vaterländischer Verdienstorden in Bronze und 1976 in Silber